# ملف المحتوى
ملف المحتوى هو ملف يحتوي على معلومات توضح طبيعة البيانات  في قاعدة البيانات . ويستخدم في التعليم الإلكتروني لتحديد محتوى التعلم أو التقييم الذي يمكن تقديمه , عن طريق نظام لإدارة التعلم , على سبيل المثال . وهي طريقة تقليدية لوصف محتوى التعلم الذي يمكن أن تقرأه العديد من البرامج.
والتنسيق الأكثر أسخداماً من ملفات المحتوى هو الذي يعرفه نظام IMS العالمي ,الذي يستخدم ملف البيان الأساسي لغة الترميز القابلة للامتداد  الذي يسمى (imsmanifest.xml) ملتف داخل ملف بريدي.
ويوجد المحتوى التعليمي نفسه إما في الملف البريدي من نوع (HTML) أو أي وسائل إعلام أخرى التي يمكن أن تعمل وحدها ,أو الآخر يشار إليه يو آر إل من ضمن البيان الأساسي .
استخدم تنسيق IMS من خلال SCORM  لتحديد تنسيق المحتوى ,وتحدد عادة أداة المحتوى الحادة (SCO )عن طريق ملف المحتوى .
وتحدد (AICC) أيضا تنسيق ملف المحتوى للمواد التي يمكن تسميتها الأكثر استخداماً (AICC HACP) ويتألف شكلها من أربع ملفات منفصلة بفواصل ASCII  تحدد تفاصيل محتوى التعلم بما في ذلك عنوان الموقع يو آر إل.

## روابط خارجية
- موقع AICC
- ملف محتوى IMS